# 非転向長期囚
非転向長期囚（ひてんこうちょうきしゅう）とは、政治犯として収監され、刑期を満了したにも拘らず、思想を改めていないこと（非転向）を理由に、拘留を継続されている者を指す。行為を裁かず、内面を裁くために、このような問題が発生する。

## 概要
1930年代から第二次世界大戦終結までの日本では、治安維持法違反などで服役した者が、刑期を満了しても思想が改まっていない場合には拘留を継続され、思想が改まった場合には許されていた。
韓国では、朝鮮民主主義人民共和国（北朝鮮）の南派工作員や、1950年代のパルチザン、あるいは単に反政府活動家など、国家保安法違反の容疑で逮捕された者のうち、転向・帰順を拒否した者の拘束が長期化したが、中には、40年近く獄中非転向を堅持した者も出た。それには非転向長期囚が家族を北朝鮮に残している事情もある。金泳三政権下で朝鮮人民軍従軍記者の李仁模の送還が実施され、金大中政権は太陽政策の一環として、2000年の6.15南北共同宣言後、9月2日に63名を北朝鮮に送還した（ただし、この時すでに出獄していた者も含まれる）。日本人拉致の実行犯と目される辛光洙もその一人であった。